# Costantino Parravano
Costantino Parravano (Caserta, 25 novembre 1841 – Caserta, 28 febbraio 1905) è stato un compositore italiano.

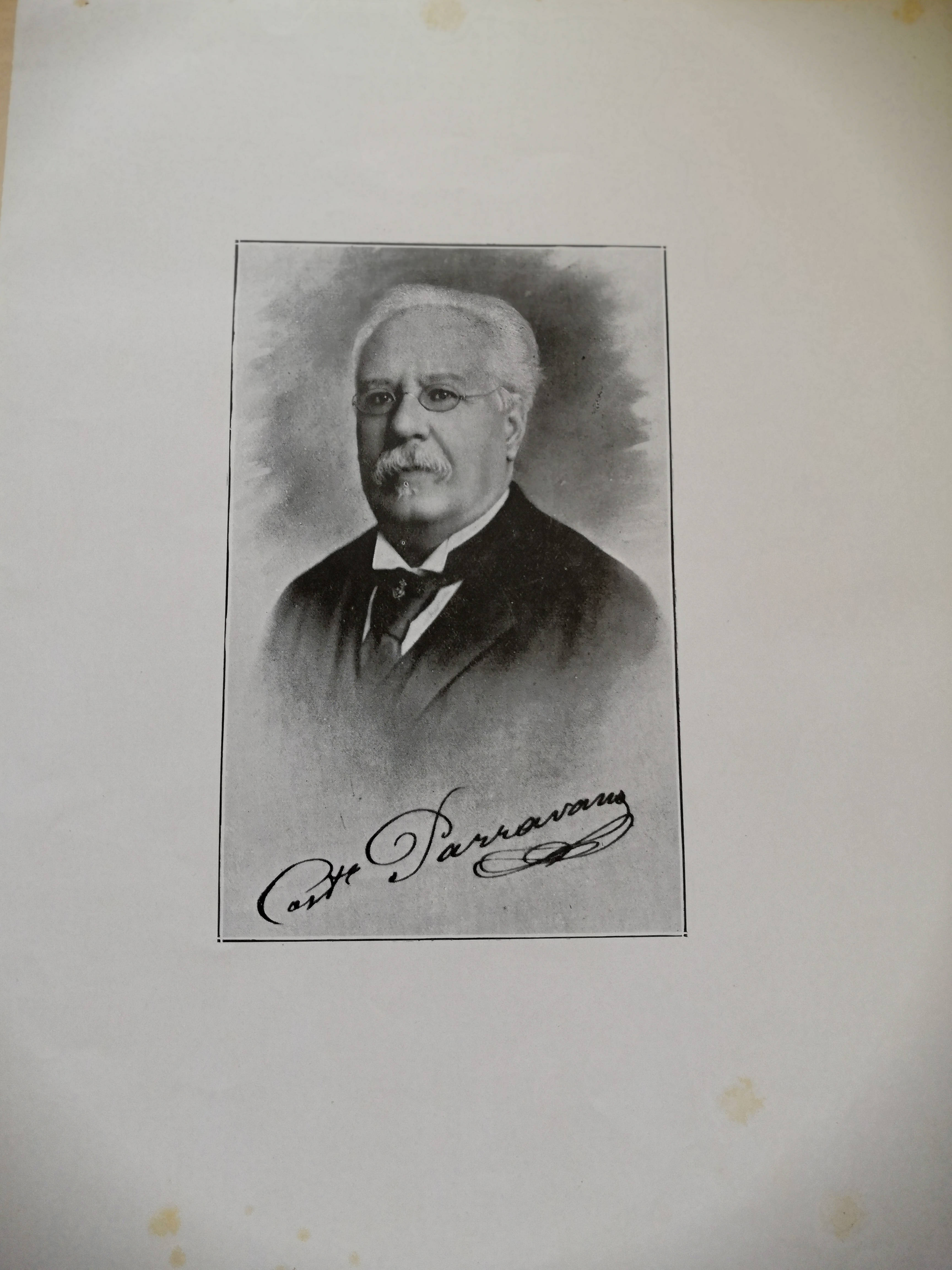
Ritratto del Cavaliere Costantino Parravano

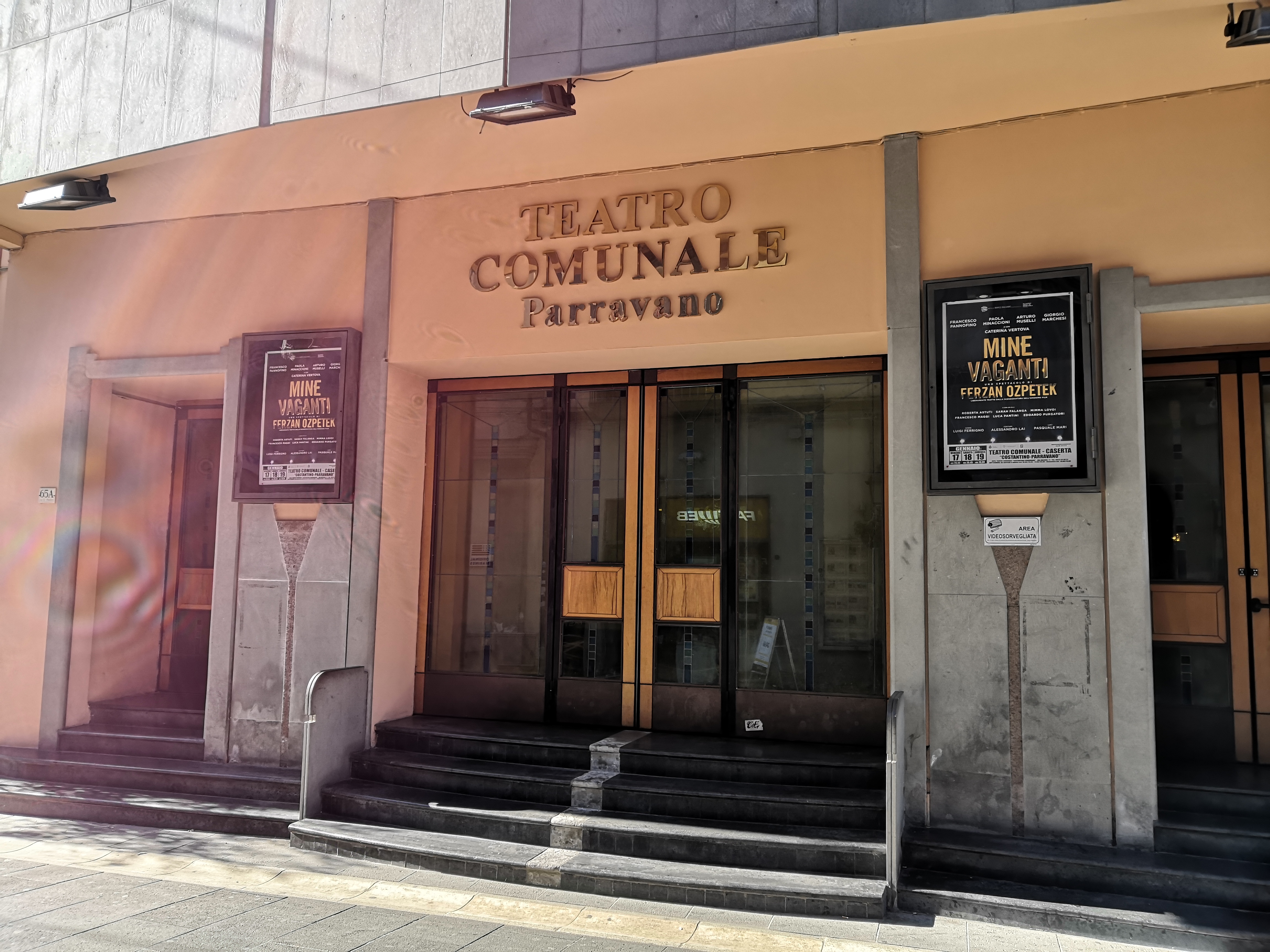
Teatro Comunale Costantino Parravano, via Giuseppe Mazzini 71 Caserta

Nacque a Caserta il 25 novembre 1841. Il padre Nicola, farmacista, si era trasferito da Fontanaliri per gestire a Caserta la farmacia "D'Elia" da lui ereditata.
Fu allievo del Real Collegio di musica Napoli, dove studiò pianoforte con Michele Ruta e composizione con Saverio Mercadante e Domenico Gatti. Giovanissimo compose la sua prima opera, Isaura da Firenze, melodramma tragico in tre atti di Giuseppe Inglese, rappresentata a Caserta nel 1860 al Teatro "Regina Isabella" e l'anno dopo al Teatro Municipale di Ferrara. Seguirono Colpa e Castigo, melodramma in tre atti rappresentato al Teatro Bellini di Napoli nel 1867, L'ultimo dei mori in Ispagna rappresentato per il Teatro Mercadante di Napoli, Ginevra di Monreale al Teatro dal Verme di Milano nel 1878, e altre opere (Piccarda Donati, Fantasio, Gli Uscocchi, La Dama Bianca). Si dedicò anche al repertorio cameristico scrivendo un quartetto per archi, musica vocale da camera, pezzi per pianoforte e per altri strumenti.
Si interessò anche ai problemi amministrativi ed economici di Caserta e di Terra di Lavoro. Fece parte della giunta municipale di Caserta. Fondamentale fu il suo intervento per l'istituzione del Liceo-Ginnasio "Pietro Giannone". Il Ginnasio-Convitto sorse come istituzione comunale reggendosi su parte delle rendite del soppresso Seminario e sui contributi della Provincia, dei Comuni limitrofi e sulle rette dei convittori. L'istituzione del Liceo fu deliberata dal Comune il 30 ottobre 1871, con uno stanziamento di L.4000. L'attuazione avvenne due anni dopo, nel 1873, col funzionamento della prima classe liceale, e nei due anni successivi, delle altre due classi. 
In occasione della ristrutturazione del Teatro Comunale di Caserta, da lui promossa, ebbe modo di dire:
«Non si creda che il restauro del Teatro Comunale sia spesa sciupata: un buon teatro, o signori, attira molta gente, che in questo modo si avvezza ad essere generosa, impara a scansare quei difetti che sotto la maschera comica sono sferzati ed esposti al ridicolo ed alla conseguente riprovazione del pubblico. Non si tascuri questo lato della pubblica educazione». 
Morì a Caserta il 28 febbraio 1905, lasciando vasta eco di rimpianto per l'impegno di servizio sempre espresso in favore della città.
Nel 2003, in segno di gratitudine per aver dedicato tutta la sua vita al servizio della sua città natale, il Comune di Caserta appose una lapide commemorativa accanto al portone di ingresso del palazzo storico, dove nacque, visse e morì. Dal 2019, Casa Parravano contribuisce alla causa della diffusione della cultura, del nome e delle opere di Parravano.

## Opere Liriche
- Isaura da Firenze (1860)
- Colpa e Castigo (1867)
- Ultimo dei Mori in Ispagna (1867)
- Ginevra di Monreale (1878)
- Piccarda Donati
- Gli Uscocchi
- La Dama Bianca
- Fantasio

## Sitografia
- http://www.vigormusic.it/oscommerce/pdf/contichiari.pdfhttp://www.liceogiannone.it/liceogiannone/storia-del-liceo.html[collegamento interrotto]
- https://archive.org/stream/piccolodizionari00albi/piccolodizionari00albi_djvu.txt
- http://polovea.sebina.it/SebinaOpac/Opac?action=navigate
- http://polovea.sebina.it/SebinaOpac/Opac?action=documentview&sessID=EB9E58C9D86AD85A9DD06C0C9F1450B8@61269895&docID=0
- http://polovea.sebina.it/SebinaOpac/Opac?action=documentview&sessID=EB9E58C9D86AD85A9DD06C0C9F1450B8@61269895&docID=1
- http://polovea.sebina.it/SebinaOpac/Opac?action=documentview&sessID=EB9E58C9D86AD85A9DD06C0C9F1450B8@61269895&docID=2
- http://polovea.sebina.it/SebinaOpac/Opac?action=documentview&sessID=EB9E58C9D86AD85A9DD06C0C9F1450B8@61269895&docID=3
- https://enniocapece.blogspot.it/2012_03_01_archive.html
- https://web.archive.org/web/20150924043014/http://www.internetculturale.it/opencms/ricercaExpansion.jsp?q=&searchType=avanzato&channel__creator=Parravano%2C+Costantino&channel__contributor=Parravano%2C+Costantino&opCha__contributor=OR&opCha__creator=OR
- http://books.google.it/books?id=Vi8deBH0cgIC&pg=PA63&lpg=PA63&dq=teatro+parravano&source=bl&ots=su087M-LJI&sig=sndDM8gbExa-hooMrY2PpjoUy_Y&hl=it&sa=X&ei=Py3uUpfFD871yAPP0IGICw&ved=0CG0Q6AEwCDiCAQ#v=onepage&q=teatro%20parravano&f=false
- http://www.liceogiannonecaserta.gov.it/giannone/storia-del-liceo/ Archiviato il 19 febbraio 2020 in Internet Archive.
- http://www.casaparravano.it/parravano.html

## Rassegna stampa
- http://www.casertaprimapagina.it/31-01-2014/spettacoli-e-cultura/27336/lintitolazione-del-teatro-comunale-a-parravano-tra-le-polemiche-del-gaudio-chi-ha-criticato-non-conosce-la-storia/http://www.comune.caserta.it/archivio10_notizie-e-comunicati_0_163_0_3.html[collegamento interrotto]
- Teatro comunale di Caserta: venerdì l’intitolazione a Costantino Parravano, su Casertaprimapagina, 29 gennaio 2014. URL consultato il 4 luglio 2023 (archiviato dall'url originale il 2 febbraio 2014).
- Teatro Comunale, venerdì l'intitolazione a Parravano con Roberto De Simone, su goldwebtv.it, 29 gennaio 2014. URL consultato il 4 luglio 2023 (archiviato dall'url originale il 24 settembre 2015).
- http://www.sfogliando.it/intitolazione-teatro-comunale-a-costantino-parravano/
- http://www.campaniastring4.altervista.org/alterpages/files/programmaintitolazioneteatroparravano.pdf Archiviato il 5 marzo 2016 in Internet Archive.
- https://web.archive.org/web/20150923200723/http://www.casertafocus.net/caserta/index.php?option=com_content&view=article&id=11090:caserta-teatro-parravano-lassessore-de-negri-lancia-la-proposta&catid=7&Itemid=109
- https://latribunaonline.blogspot.it/2014/01/roberto-de-simone-caserta-per.html
- https://web.archive.org/web/20160329220553/https://infosannio.wordpress.com/2013/05/01/caserta-teatro-comunale-lintitolazione-a-costantino-parravano/
- Teatro Comunale di Caserta, venerdì l’intitolazione al compositore Costantino Parravano, su ScoopSquare.com, 29 gennaio 2014. URL consultato il 4 luglio 2023 (archiviato dall'url originale il 2 febbraio 2014).
- http://www.noodls.com/view/20D290B5A94857EFC53C8F2549525231C2B7A731?832xxx1391015019
- http://www.carlomarino.it/wp-content/uploads/2013/05/Delibera-nr-0052.pdf Archiviato il 5 marzo 2016 in Internet Archive.
- Caserta, Teatro Comunale: l'intitolazione a "Parravano" "Parravano - dice Anna Giordano, presidente del coordinamento delle associazioni casertane - è stato un casertano che si è fatto valere in tutti i campi, su lunaset.it, 29 aprile 2013. URL consultato il 4 luglio 2023 (archiviato dall'url originale il 2 febbraio 2014).
- http://www.aiac-cli.org/varie%20attivita/ass%20Casertane/16%2012%2005.htm
- https://themonnetpost.blogspot.it/
- https://web.archive.org/web/20140723210701/http://interno18.it/culturaspettacolo/32655/caserta-il-teatro-comunale-intitolato-costantino-parravano
- Teatro Comunale di Caserta, venerdì l’intitolazione al compositore Costantino Parravano, su noi.caserta.it, 29 gennaio 2014. URL consultato il 4 luglio 2023 (archiviato dall'url originale il 2 febbraio 2014).
- https://web.archive.org/web/20140306131600/http://www.casertace.net/cronaca-bianca/i-ragazzi-della-jm-teatro-comunale-intitolato-allex-presidente-della-camera-di-commercio-parravano-20140201.html